# Försvarsbeslutet 2015
Försvarsbeslutet 2015 (regeringens proposition 2014/15:109) fattades den 16 juni 2015 av Sveriges riksdag och medför en inriktningsändring då man till skillnad från de föregående försvarsbesluten åter ökar anslagen och flyttar tillbaka fokus till nationellt försvar av Sveriges territorium.
Försvarsbeslutet föregicks av en omfattande debatt. Både folkpartiets ledare Jan Björklund och överbefälhavaren General Sverker Göranson ansåg emellertid att anslagshöjningarna var för låga, Försvarsmakten ansåg att nödvändiga tillskott för att kunna fullfölja beslutet var 17,5 miljarder att jämföra med tilldelat tillskott på 10,2 miljarder.  Debatten fick sitt stora genomslag då överbefälhavaren Sverker Göranson i en intervju till svenska dagbladet sade att försvaret bara kunde försvara en begränsad del av Sverige i högst en vecka. Diskussionen fortlöpte sedan parallellt med flera kränkningar av svenskt luftrum samt Rysslands invasion av Ukraina.

## Bakgrund

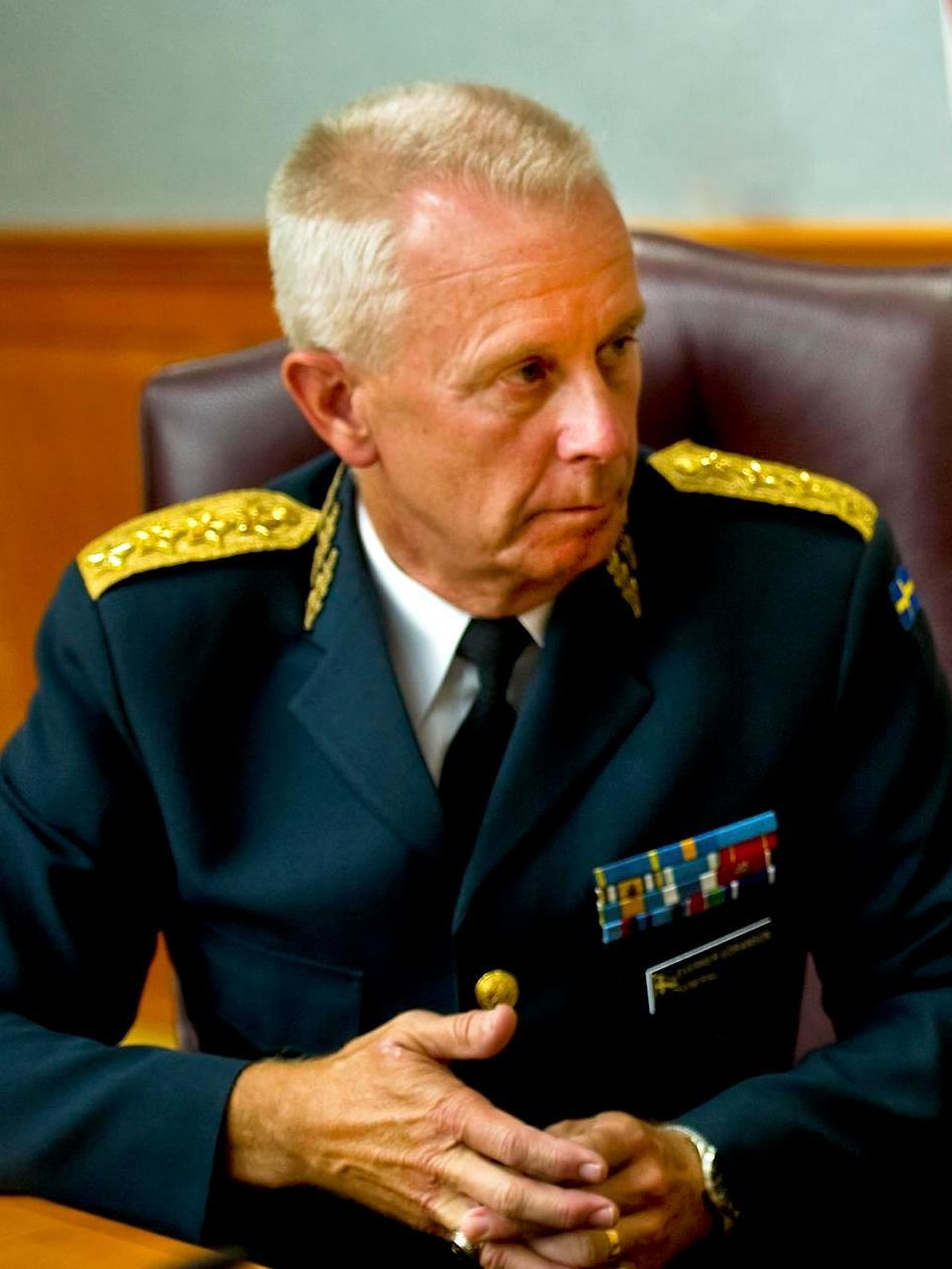
ÖB Sverker Göranson hävdade att endast en begränsad del av Sverige kunde försvaras i högst en vecka.

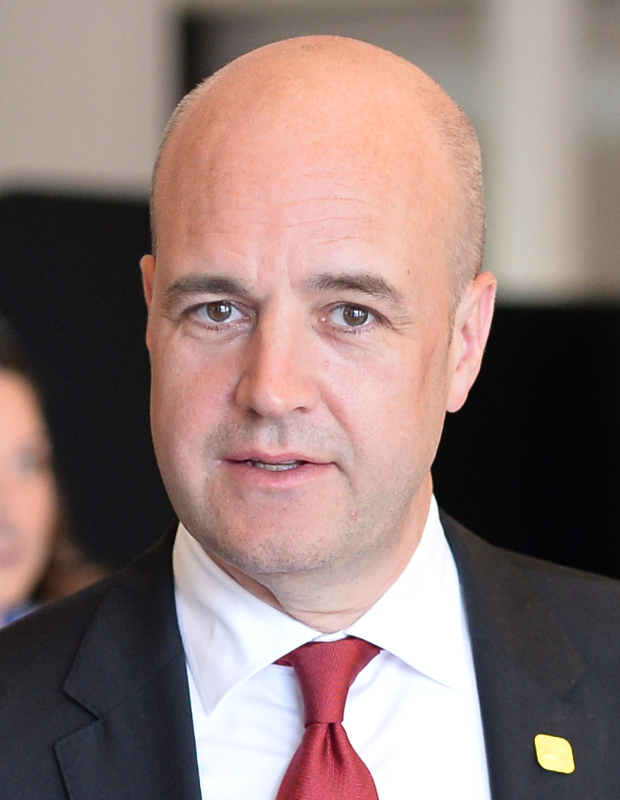
Statsminister Fredrik Reinfeldt (M) menade att försvaret var ett särintresse.

Under Almedalsveckan i juli 2012 gick ÖB Sverker Göranson ut i media och uppgav att de dåvarande ekonomiska ramarna ej skulle hålla efter den dåvarande inriktningsperioden. ÖB ansåg alltså att det i Försvarsmaktens budget behövde tillföras två miljarder kronor årligen från 2015, dock utan de 60 och 80 E/F-versionen av Jas 39 Gripen inberäknade som behövde finansieras på något sätt. ÖB menade vidare att om inte Försvarsmakten tillförs medel för att lösa de uppgifter de har, skulle de bli tvungna att välja bort hela eller delar av organisationen. Det vill säga att försvarsgrenar eller truppslag väljs bort ur det svenska försvaret.
I en rapport gjord 2012 av FOI, påpekades att det nuvarande läget i Sveriges närområde kan tvinga Sverige att öka andelen av BNP som går till försvarsanslaget. 2012 gick 1,2% av BNP till försvarsanslaget, jämfört med 2002 då motsvarande siffra var 1,7 procent, 1992 2,5 procent och 1982 2,9 procent.
En större debatt om försvaret tog fart sedan Överbefälhavaren i en intervju med Svenska dagbladet den 30 december 2012 sade att försvaret med dåvarande anslag kunde försvara Sverige i högst en vecka och efter en tids debatt kallade statsminister Fredrik Reinfeldt försvaret för ett "särintresse" vid en pressträff i riksdagen den 28 januari. Åsikten om försvaret som ett särintresse delades emellertid inte av vice statsminister Jan Björklund som den 10 februari uttalade sig om att han bland annat ville återmilitarisera Gotland och återuppsätta 4-5 brigader, en åsikt som delades av Kristdemokraterna och till viss del av Socialdemokraterna medan Centerpartiet uttalade sitt stöd för Reinfeldt.
Debatten fick ytterligare fart då Svenska Dagbladet den 22 april 2013 avslöjade att ryskt bombflyg på långfredagen samma år genomfört en bombövning utanför Gotska sandön, där man enligt en försvarskälla simulerade anfall mot strategiska punkter i Sveriges försvar, utan att Försvarsmakten agerat. Denna händelse som kom att bli känd som Ryska påsken blev sedermera ett återkommande tema i försvarsdebatten som föregick försvarsbeslutet.

### Försvarsberedningens rapport
I maj 2013 inkom riksdagens försvarsberedning med sin rapport inför försvarsbeslut 2015. Rapporten innehöll en omvärldsbedömning för överskådlig tid, innebärande 5-12 år framåt i tiden. Försvarsberedningen ansåg att ett enskilt väpnat angrepp mot Sverige var osannolikt även fortsättningsvis. Däremot fastslogs att situationen i Sveriges närområde var mera osäker än tidigare, bland annat ansågs Rysslands vilja till militär upprustning och politiska inriktning anses som oroande. Men att det är långt kvar till övningar av den storleken som Sovjetunionen genomförde. I mitten av juli 2013 blev det känt att Ryssland genomförde en beredskapsövning med 160.000 soldater. Övningen genomfördes tillsammans med Kina i östra delarna av gränslandet mellan de två länderna. Övningen var det största militärövningen i världen sedan 1967.

### Nya satsningar

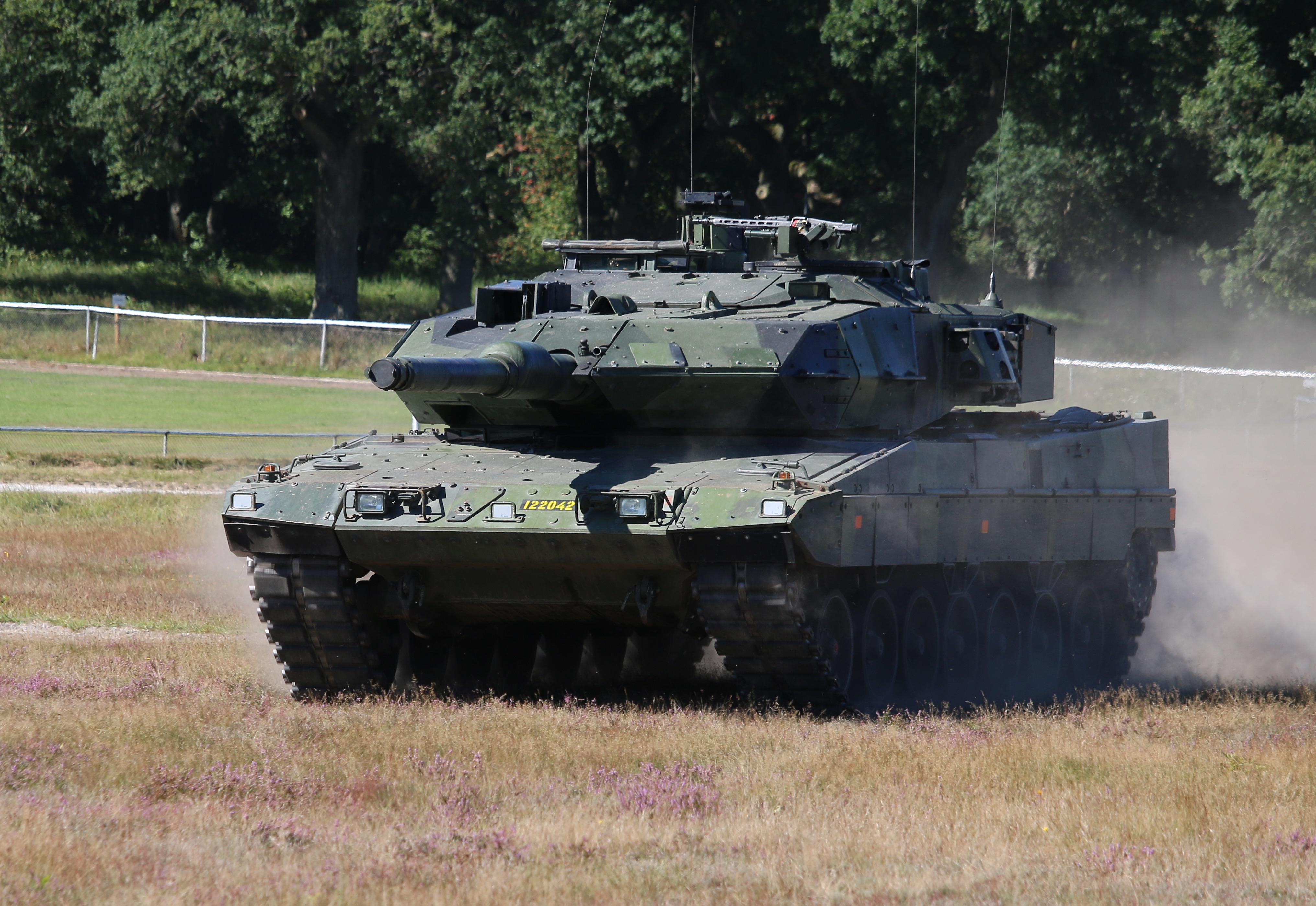
Moderaterna föreslog att satsningen på Stridsvagn 122 som skjutits upp 2009 skulle genomföras.

Under sommaren 2013 framlade Moderaterna planer på olika satsningar på försvaret. Man presenterade satsningar på Karlsborgs flygplats för 122 miljoner, och en miljardsatsning på en uppgradering på 42 vagnar av de 120 stycken Stridsvagn 122 Sverige förfogar. Dock var det inga nya satsningar som regeringen framhävde, utan en längre tids investeringar som Försvarsmakten tidigare aviserat om, men vilka genom försvarsbeslutet 2009 sköts på obestämd framtid.
I början av september 2013 meddelade regeringen att man gradvis avsåg höja försvarsbudgeten fram till 2017. Totalt 1,4 miljarder kronor extra skulle komma att läggas på personal och övningar meddelade försvarsminister Karin Enström. Nyheten mottogs positivt av Försvarsmakten men man påpekade att mera pengar skulle vara nödvändigt för att myndigheten långsiktigt skulle klara av sina uppdrag, inte minst på materielsidan. Socialdemokraternas försvarspolitiske talesman Peter Hultqvist kallade ökningen för en "puts i marginalen" och påminde om att försvaret skulle behöva ytterligare omkring 30 miljarder kronor de närmsta tio åren.
I en undersökning gjord av Myndigheten för samhällsskydd och beredskap, MSB, under 2013 som presenterades i januari 2014 uppgavs det att 52 % hade "mycket eller ganska lågt förtroende" för den i Sverige förda försvarspolitiken i jämförelse med 44 % 2012 och 35 % 2011, endast 26 % sade sig ha "mycket eller ganska bra förtroende" för densamma till skillnad från 40 % 2011. Vidare var 45 % oroliga för utvecklingen i Ryssland att jämföra med 37 % 2011 och dessutom förordade 44 % ett värnpliktsförsvar mot 34 % för yrkesförsvar.

### Konflikten i Ukraina

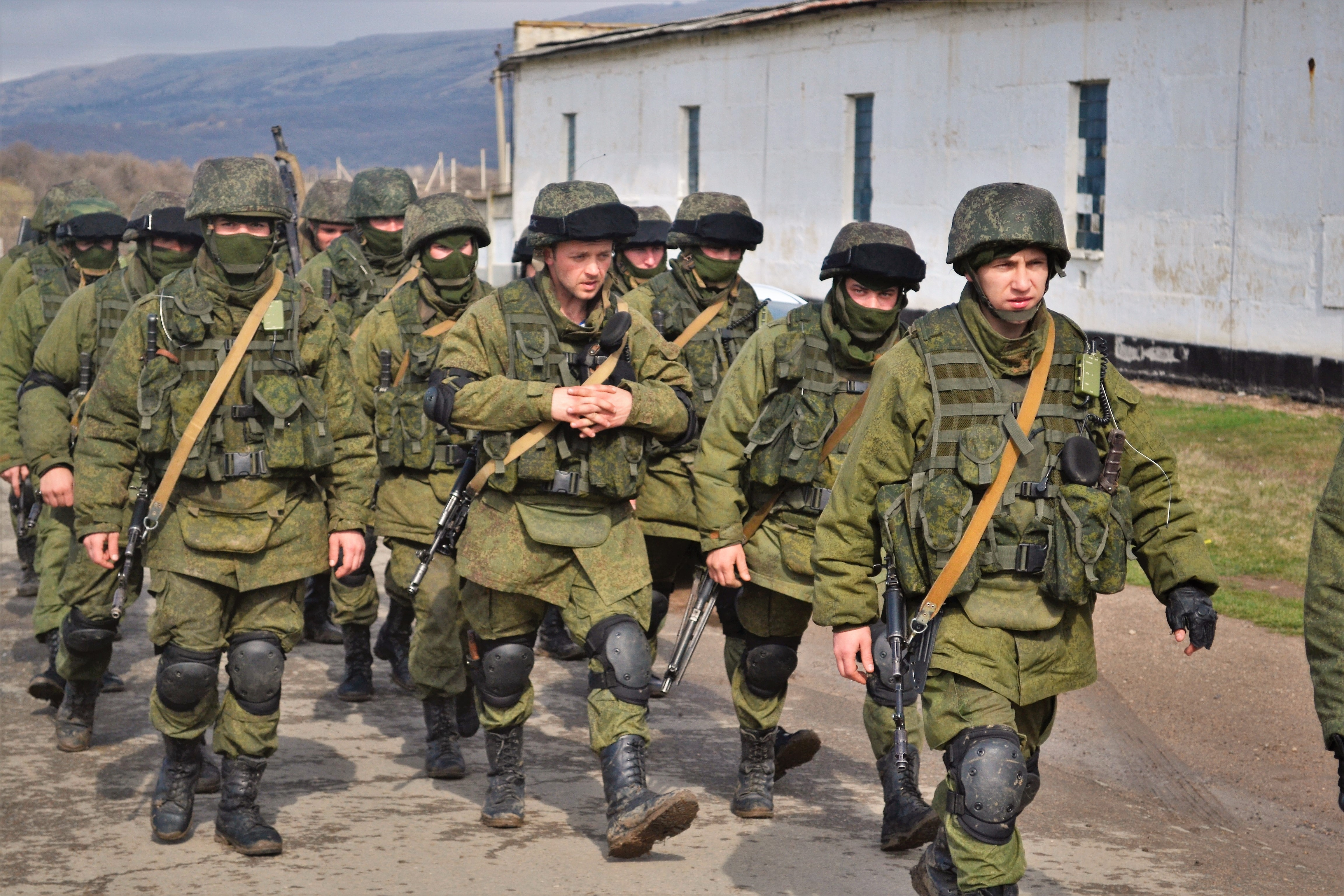
Soldater utan nationalitetsbeteckningar på Krim under Krimkrisen 2014.

I och med Rysslands aggression mot Ukraina under våren 2014 krävde flera ledamöter i Försvarsutskottet höjda anslag till försvaret och ordförande Peter Hultqvist ville att försvaret skulle öka den militära närvaron på Gotland. Folkpartiets ledamot i försvarsutskottet Allan Widman sade sig i en intervju med SVT vara "bombsäker" på att Försvarsbeslut 2015 skulle komma att leda till höjda försvarsanslag. Som ett svar på debatten om öka den militära närvaron på Gotland, svarade ÖB Sverker Göranson i DN debatt den 12 mars 2014, med att "”Vår försvarsstyrka hänger inte på skyddet av Gotland”. Han menade att man inte skulle låsa sig vid kortsiktiga lösningar och att det skulle krävas mer ekonomiska resurser för att den dåvarande insatsorganisation skulle kunna klara och lösa modern strid. Vidare menade ÖB att det är av betydelse att ta ställning till hela Försvarsmaktens behov och att hålla fast vid att fullfölja reformen.
Den 19 mars 2014 kommenterade Sveriges Finansminister Anders Borg Rysslands utveckling och påpekade att en inte obetydlig förstärkning av de långsiktiga ramarna för försvaret kan behövas. Borg yttrade sig med "Vi har bekymmer med luftförsvaret, vi har ett starkt flygvapen men det kan man möjligen behöva se över, vi har en diskussion kring ubåtar som vi kanske behöver titta igenom ett varv till och vi behöver gå igenom våra potentiella resurser, det vill säga hur mycket vi ska kunna dra samman i ett akut läge". Dock underströk han med att förslagen framför allt ska komma från försvarsberedningen och försvarsministern.
I början av april 2014 gick Moderaterna ut med olika förstärkningar inom Försvarsmakten, där man bland annat ville förstärka med mer luftvärn, ubåtsköp och fler Jas-plan. Där försvarsminister Enström menade att de fyra planerade ubåtarna inte räcker till, utan att det behövs minst fem. Istället för att bygga om befintliga Gripen C/D till Gripen E, föreslog man också att behålla C/D-versionerna och tillverka 70 ny Gripen E. Den socialdemokratiska ordföranden i försvarsutskottet Peter Hultqvist, bemötte det hela med "Det är lite panik över det hela. Man beter sig på ett väldigt yrvaket sätt!".
Den 22 april 2014 gick samtliga regeringspartier ut och meddelade ett förslag till höjning av försvarsanslagen stegvis fram till 2024. Där bland annat antalet stridsflygplan ska öka från de beslutade 60 Jas 39 E till 70. Vidare ville man revidera målet på ubåtar och att numerären skulle bestå av totalt fem ubåtar. Därtill ville man tidigarelägga anskaffningen av luftvärn med medellång räckvidd, samt öka Försvarsmaktens närvaro på Gotland och över Östersjön. Förslaget mötes av kritiska röster från Socialdemokraternas partiledare Stefan Löfven. Där han uttryckte sig med att det är oerhört slarvigt hanterat, då regeringspartierna försöker gör upp om försvarspolitiken på egen hand, och innan försvarsberedningen, där alla partier ingår, ska presentera sina förslag.
Två dagar efter regeringspartiernas utspel, gick försvarsminister Karin Enström ut i media, och uttryckte sig med att hon ville utrusta nya Jas med kryssningsrobotar. Det förslaget togs emot positivt av socialdemokraterna, där Peter Hultqvist (S) ordförande i försvarsutskottet kommenterade det med "Jag har tagit upp det här tidigare i olika sammanhang, också i försvarsberedningen, att vi bör skaffa oss den här kapaciteten".

## Försvarsberedningens slutgiltiga rapport

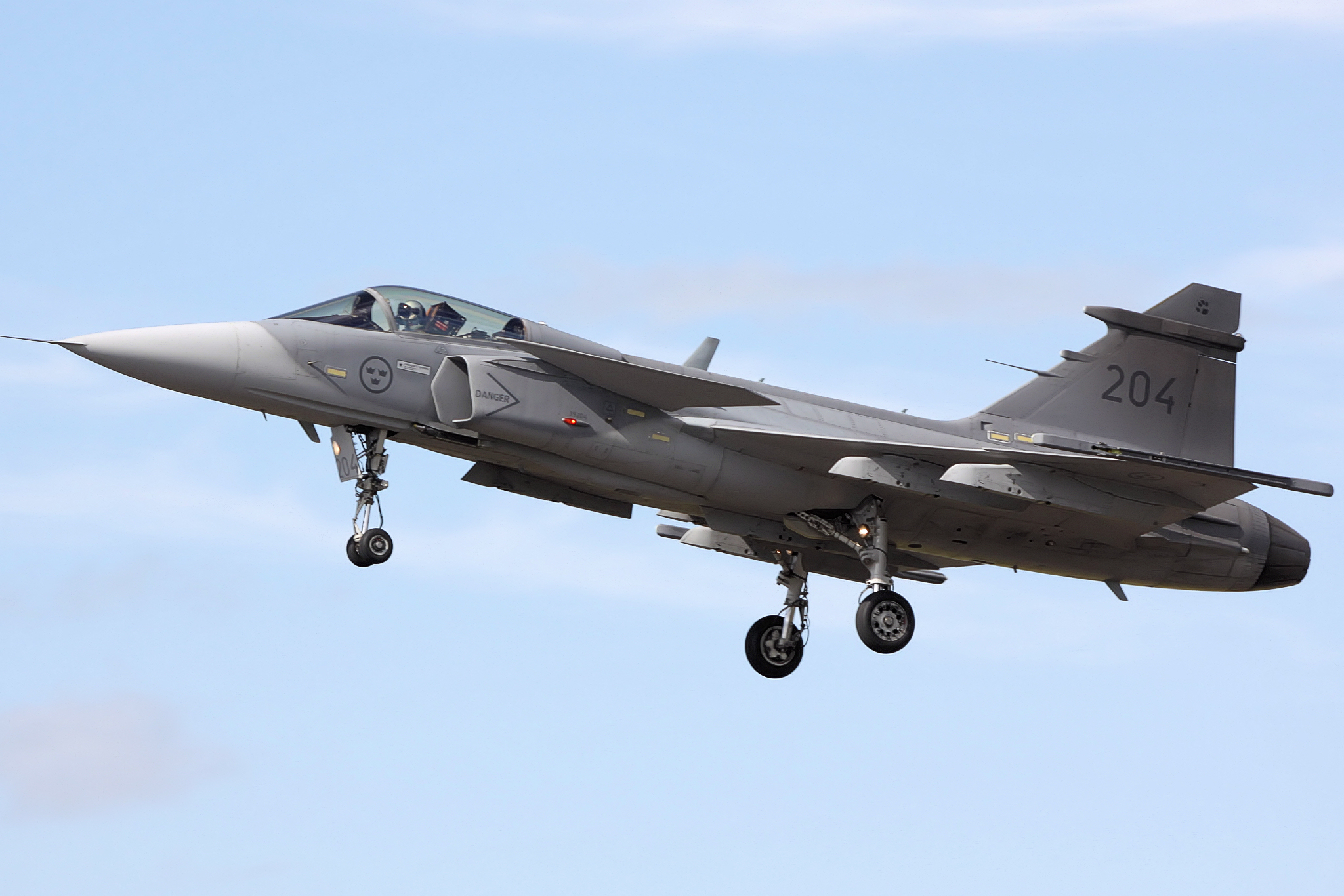
JAS 39 Gripen i svensk tjänst 2009

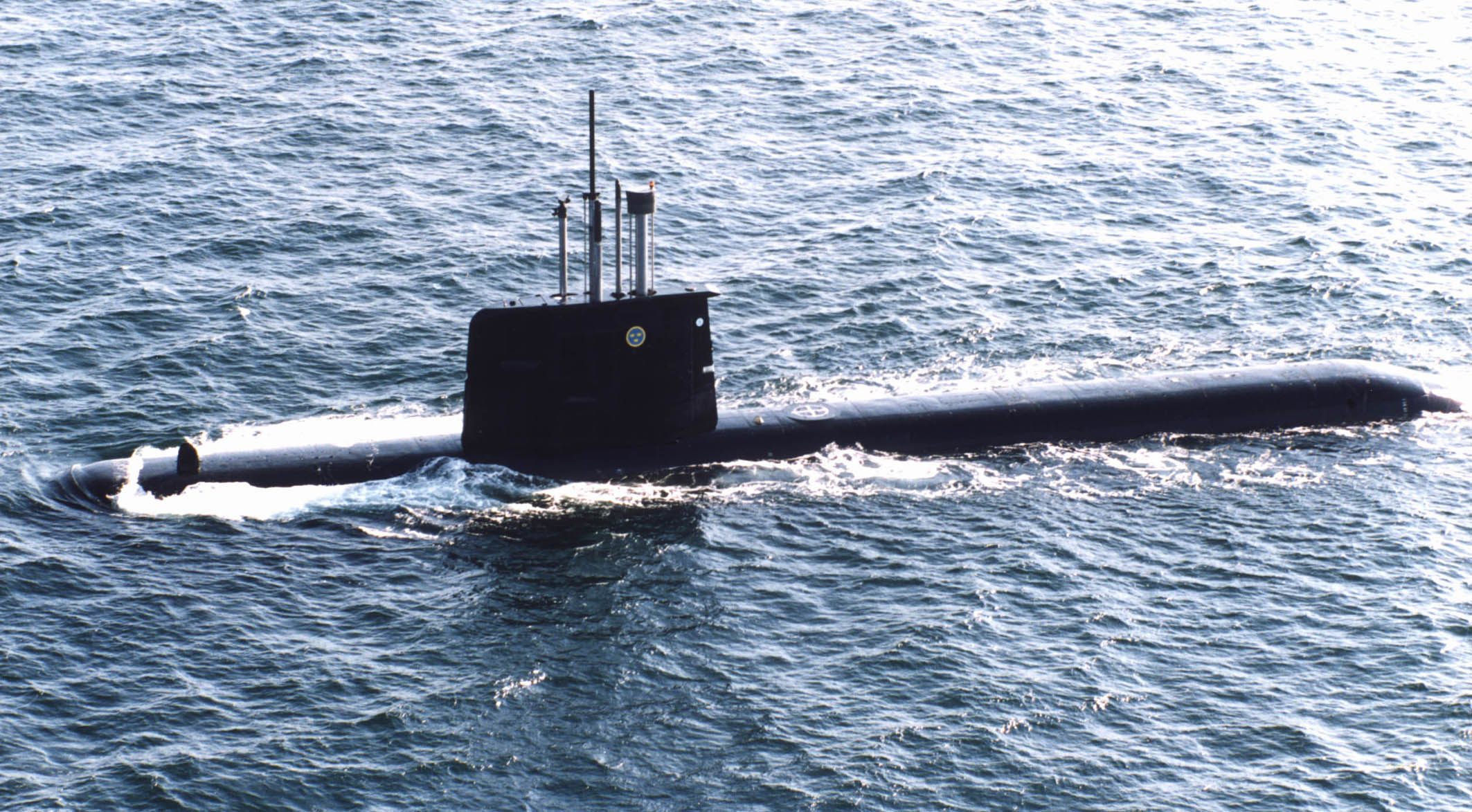
Den svenska ubåten HMS Gotland (Gtd).

Den 15 maj 2014 presenterade Försvarsberedningen sin slutgiltiga rapport inför försvarsbeslut 2015. Rapporten hade försenats då Regeringen och Socialdemokraterna inte kunnat komma överens om den ekonomiska planen för försvaret. Socialdemokraterna ville utöka försvarsbudgeten med ytterligare 900 miljoner kronor redan de närmsta åren, medan regeringen motsatte sig detta.
Enligt beredningen var Rysslands agerande mot Ukraina och övertagandet av Krimhalvön den största utmaningen mot den europeiska säkerhetsordningen på över 25 år. Och att utvecklingen får negativa konsekvenser både regionalt och globalt. Man menade också att svenska försvaret behöver snabbare inställningstider och att förband ska vara tillgängliga inom några dagar eller max en vecka om en krigssituation skulle uppkomma. 
De förslag som beredningen hade lyckats komma överens om var bl.a.
- En ökning av flygstridskrafterna från 60 till 70 JAS 39 Gripen E.
- Behålla 5 ubåtar istället för 4.
- Utöka luftförsvaret med ytterligare en luftvärnsbataljon med nytt medelräckviddigt luftvärnssystem.
- Fler gemensamma försvarsmaktsövningar ska genomföras regelbundet.
- Utökat samarbete med de övriga Nordiska och baltiska länderna.
- Övningsverksamhet, logistik och incidentberedskap på Gotland ska stärkas.
- JAS 39E bör utrustas med ett robotsystem som på långa avstånd och med hög precision kan bekämpa prioriterade markmål.

### Försvarsmakten svarar
I en rapport till regeringen den 16 december 2014 svarar Försvarsmakten och ÖB Sverker Göransson på försvarsberedningens förslag. Försvaret anser att ekonomin som nu ligger inte kommer räcka till att täcka alla föreslagna satsningar och vill se en utökad ekonomi redan under 2015. Berednings förslag på ytterligare JAS-plan och kryssningsrobotar föreslår man lägga till efter år 2020. Istället vill Försvarsmakten byta ut befintliga vapensystem i t.ex. armén, köpa in ny personlig utrustning, inskaffa ny ammunition och livstidsförlänga enheter i marinen. Man vill också anställa ytterligare 900 soldater.
Enligt Försvarsmakten kommer dessa satsningar kräva en ökning av försvarsanslagen på 4 miljarder kronor per år fram till år 2019.

### Regeringens bud
Den 12 mars 2015 gick den rödgröna regeringen ut med sitt förslag för försvarsmaktens ekonomi fram till 2020. Detta förslag innehöll en ökning av försvarsanslaget på 6,2 miljarder kronor fördelat på 5 år. Man överför även 1,3 miljarder kronor från internationella insatser till det nationella försvaret. Försvarsminister Peter Hultqvist vill med dessa pengar utöka den svenska ubåtsjakts-förmågan och stärka det fasta försvaret av Gotland med ett kompani på ca 150 man. Också övningsverksamheten ska öka i inom marinen, flygvapnet och armén. Förslaget har mötts av kritik från flera oppositionspartier som hävdar att förslaget är för lågt i jämförelse med vad Försvarsmakten har angett.
Det slutgiltiga beslutet kommer förhandlas mellan samtliga partier som ingick i den så kallade Decemberöverenskommelsen efter valet 2014. Inför förhandlingarna gick Moderaterna ut med sitt eget bud på 10 miljarder kronor över samma period och Folkpartiet gick ut ännu högre och ville satsa de 18 miljarder kronor som Försvarsmakten begärt. Oppositionen krävde också att frågan om en NATO-utredning skulle tas upp i förhandlingarna.

## Försvarsmaktens förslag på ny organisation
Den 28 maj 2014 överlämnade Försvarsmakten sitt förslag till regeringen på hur deras organisationen ska se ut efter 2018. Där Försvarsmakten redovisade hur man planerade att lösa regeringen Reinfeldts beslut om en besparing på 500 miljoner kronor, samt förslag till en reducering mot sedan tidigare planerade personalvolymer. I Försvarsmakten egna förslag, var inriktningen att fullfölja försvarsbeslutet 2009 så långt som möjligt, genom att bygga en modern insatsorganisation. De förändringar i grundorganisationen som Försvarsmakten föreslog till FM Org 18, låg inom fem större strukturella områden. Som en följd av de planerade rationaliseringar och ambitionsförändringar skulle dock Försvarsmaktens sammanlagda operativa förmåga minska.
Arméförbanden 
- Två brigadstridsgrupper organiseras, bestående av fyra mekaniserade bataljoner och två motoriserade skyttebataljoner, varav en bataljon utvecklas ifrån den 7:e lätta skyttebataljonen.
- De tre fristående stridsvagnskompanierna avvecklas och inordnas i de fyra mekaniserade bataljonerna.
- Två brigadspaningskompanier utvecklas och inordnas i brigadstridsgrupperna.
- Den 7:e lätta skyttebataljonen utvecklas till två bataljoner - en motoriserad skyttebataljon som inordnas i brigadstridsgrupperna och en lätt fristående skyttebataljon som blir lufttransportabel.
- De två militärpoliskompanierna (14:e och 15:e MP-komp) omorganiseras till en militärpolisbataljon.
- En mekaniserad stridsgrupp skall utvecklas och placeras på Gotland bestående av ett stridsvagnskompani och ett mekaniserat skyttekompani samt stabs- och understödsenheter.

Marinförbanden 
- De två krigsförbanden Sjöinformationsbataljonen och Marin basbataljon uppgår i krigsförbandet Marinbasen.
- Sjöinformationscentralerna omorganiseras från civilanställd personal till GSS/K.
- Amfibiebataljonens markoperativa förmåga avvecklas och inriktas istället mot sjöoperativ förmåga.

Flygvapenförband 
- De befintliga flygflottiljerna utgår, och istället organiseras fem nya krigsförband (tre flygflottiljer, helikopterflottiljen och Luftstridsskolan).
- De två flygbasbataljonerna (1:a och 2:a flygbasbat) avvecklas.
- De till fyra stridsflygdivisionerna ( 171., 172., 211. och 212. div) vid F 17 och F 21 avvecklas, och ersätts med tre stridsflygenheter.
- Krigsförbandet 7:e transport- och specialflygenheten vid F 7 avvecklas.
- Krigsförbandet Helikopterbataljonen avvecklas.
- Basbefälsskolan vid Luftstridsskolan avvecklas, och utbildning av flygbasofficerare upphör.
- Flygverksamheten inom Flygvapnet planeras till ett mindre antal flygplan samt en reducerad flygtid.

Lednings- och underrättelseförband 
- FMTIS bildas av Försvarsmaktens telenät- och markteleförband och delar ur FMLOG
- Rörlig operativ ledning (F)HQ avvecklas.
- Högkvarteret planerar på sikt att sänka nivån på ett antal befattningar, då organisationen från år 2014 reducerat personalstyrkan med 20 procent. Och ser på sikt att tappet av officerare med kompetens på högre ledningsnivå, ger försämrade möjligheter till att medverka i internationella ledningsövningar.

Logistikförband 
- Logistikförbanden krigsorganiserar FMLOG, och organiseras för att stödja arméförband i brigadstruktur.

Skolor, centra och övrigt 
- Befattningar vid skolor och centra reduceras genom generella rationaliseringar. Vilket bland annat drabbar Militärhögskolan i Halmstad negativa på långsikt, då den reducerade befattningsramen ger en försämrad långsiktig utbildning.
- Löneavdelningen Boden föreslås att avvecklas.
- Marinens musikkår avvecklas

## Försvarsbeslutet 2015

### Propositionen
Den 17 april 2015 presenterade 5 av de 6 partierna som ingick i Decemberöverenskommelsen den slutgiltiga ekonomiska plan för Försvarsmakten 2016-2020. Totalt höjer man den totala budgeten med 10,2 miljarder kronor över dessa år. Utöver de punkter som regeringen lagt i sitt bud så tillkommer bland annat ett stridsvagnskompani på Gotland på cirka 80 soldater som kommer att vara fullt bemannat från 2018, man kommer att tillsätta en utredningsgrupp som ska titta på den framtida materielförsörjningen och ha detta färdigt till nästa försvarsberedning 2020, en särskild expert kommer att ta fram en rapport där olika samarbeten med andra nationer och organisationer analyseras, man kommer även att tillsätta en utredning för personalförsörjningen där man kommer att titta på de modeller som används i till exempel Norge och Danmark. Folkpartiet valde att lämna förhandlingarna i förtid då man ansåg att regeringens bud var för lågt i jämförelse med vad ÖB hade begärt.

### Riksdagens beslut
Riksdagen beslutade i enlighet med regeringens linje den 16 juni 2015. 

### Förband
Arméförbanden
- De mekaniserade bataljonerna tillförs de tidigare självständiga stridsvagnskompanierna, ett mekaniserat skyttekompani per bataljon omorganiseras till stridsvagnskompani. Detta innebär att varje mekaniserad bataljon består av två mekaniserade skyttekompanier och två stridsvagnskompanier.
- Ytterligare en motoriserad bataljon organiseras på Livgardet i Kungsängen.
- Två fristående brigadspaningskompanier organiseras.
- Skaraborgs regementes detachement på Gotland, en mekaniserad stridsgrupp skall organiseras och placeras på Gotland bestående av ett stridsvagnskompani och ett mekaniserat skyttekompani samt stabs- och understödsenheter.
- 7. lätta skyttebataljonen omorganiseras till att vara lufttransportabel.
- De två militärpoliskompanierna (14:e och 15:e MP-komp) omorganiseras till en militärpolisbataljon.

Marinförbanden
- De två krigsförbanden Sjöinformationsbataljonen och Marin basbataljon uppgår i krigsförbandet Marinbasen.
- Amfibiebataljonens markoperativa förmåga avvecklas och inriktas istället mot sjöoperativ förmåga.

Flygvapenförbanden
- De tre befintliga flygflottiljerna, helikopterflottiljen och de två flygbasbataljonerna omorganiseras till fyra flygflottiljer och en helikopterflottilj.
- De befintliga fyra stridsflygdivisionerna omorganiseras till sex stridsflygdivisioner.
- Krigsförbandet Helikopterbataljonen ersätts av det nya krigsförbandet Helikopterflottiljen.

Lednings- och underrättelseförband
- Försvarsmaktens telekommunikations- och informationssystemförband (FMTIS) bildas av Försvarsmaktens telenät- och markteleförband och delar ur FMLOG.
- Rörlig operativ ledning (F)HQ avvecklas.

Logistikförband
- Logistikförbanden krigsorganiserar FMLOG, och organiseras för att stödja arméförband i brigadstruktur.
- 19 lokala depåförband organiseras.

### Materiel
Arméförbanden
- Artilleriet tillförs återstoden av de beställda Archer-pjäserna.
- Luftvärnet tillförs ett nytt luftvärnsrobotsystem med kort räckvidd. Robotsystem 98
- Robotsystem 97 avvecklas till förmån för ett nytt luftvärnsrobotsystem med medellångräckvidd (Huvudalternativen var begagnade SAMP/T (Aster30) och Patriot).[50] Den 7 november 2017 meddelade regeringen att förhandlingar kommer inledas gällande köp av MIM-104 Patriot.
- Renovering och modifiering av stridsfordon 90 och stridsvagn 122.
- Fler brobandvagnar anskaffas. Brobandvagn 120
- Stridsfordonsburna granatkastare anskaffas.

Marinförbanden
- De två korvetterna av Stockholm-klass nedklassas till vedettbåtar.
- De två korvetterna av Gävle-klass halvtidsmodifieras för att vara operativa in i 2020-talet.
- Sju bevakningsbåtar typ 80 modifieras och utrustas med antiubåtsgranatkastare.
- Fyra bevakningsbåtar typ 80 modifieras till bojfartyg.
- Antalet ubåtar minskar från 5 till 4.
- Två ubåtar av Gotland-klass halvtidsmodifieras.
- Två ubåtar av A26-klass beställs för att i framtiden ersätta ej modifierade befintliga ubåtar.

Flygvapenförbanden
- Anskaffning och ombeväpning påbörjas från JAS 39 C/D till JAS 39 E. Beslut om eventuell utökning till 70 JAS 39 E skjuts upp till nästa försvarsbeslut eftersom det i vilket fall som helst inte skulle ha genomförts inom försvarsbeslutsperioden.